# Remington Модель 740
Remington Woodsmaster Model 740 самозарядна гвинтівка виробництва компанії Remington Arms, яку випускали в період з 1955 по 1959 роки. Гвинтівка мала 22-дюймовий ствол та чотиризарядний магазин. Спочатку гвинтівку можна було заряджати набоями .30-06 та .308, але пізніше додали варіанти під набої .244 та .280. Воронена затворна група зі стволом були встановлені на горіховому ложі. На зміну цій моделі прийшли гвинтівки Remington Модель 742 в 1960 році та Remington Модель 7400 в 1980 році.